# Guillermo Fatás Cabeza
Guillermo Fatás Cabeza (Zaragoza, 1944) es licenciado en Filosofía y Letras, doctor en Historia y catedrático emérito de Historia Antigua de la Universidad de Zaragoza. Fue decano de la Facultad de Filosofía y Letras, Director del Colegio Universitario de Huesca y Vicerrector de Ordenación Académica en esta Universidad. Es el fundador del periódico Andalán y del desaparecido Partido Socialista de Aragón (PSA).
Es autor de una treintena de libros. Desde 1992 es académico correspondiente de la Real Academia de la Historia. Doctor honoris causa en Ciencias de la Comunicación por la Universidad San Jorge (Zaragoza). Vocal del Patronato del Archivo de la Corona de Aragón.
Dirigió la Institución Fernando el Católico de 1993 a 2000.
Desde 2000 hasta junio de 2008 fue director del periódico Heraldo de Aragón.
Ha recibido distinciones como la Cruz al Mérito Militar, la Medalla de plata de la ciudad de Zaragoza y el Premio Aragón (1995), máxima distinción concedida por esta comunidad autónoma.